# Málaya Víshera
Málaya Víshera (en ruso: Ма́лая Ви́шера) es una localidad del óblast de Nóvgorod, centro administrativo del raión homónimo, en Rusia. Está ubicada a orillas del río Víshera, a 40km de la autopista M10 y 75 km de la capital del óblast, Nóvgorod. Población: 12 352 habitantes (2010). 

## Historia
El asentamiento de Málaya Víshera fue fundado en 1843. Una década después (1851) se dio la apertura de la línea férrea Moscú-San Petersburgo que cruzaba el lugar. En 1860 se construyó un depósito ferroviario. El asentamiento alcanzó el estatus de ciudad en 1921.
En la Segunda Guerra Mundial Málaya Víshera fue tomada el 24 de octubre de 1941 por la Wehrmacht de la Alemania Nazi y fue recuperada por las tropas del 52.º Regimiento del Ejército Rojo el 20 de noviembre del mismo año en el curso de la batalla de Tijvin.

## Cultura y lugares de interés
A unos 40 km de la localidad se encuentra la población de Pejovo en la que se encuentra una iglesia del siglo XVII. En los alrededores de la ciudad, en las localidades de Snamenka, Posojovo y Kamenka, se encuentran casas de campo del siglo XIX.

## Industria y transporte
Las empresas más importantes de Málaya Víshera son una fábrica de vidrio técnico, una fábrica electrotécnica y varias compañías dedicadas al procesado de la madera.
La ciudad se encuentra a 40km de la autopista federal M10, arteria principal que conecta las ciudades de Moscú y San Petersburgo.
Posee una estación de tren (abierta desde 1860). Muchos trenes de larga distancia (incluyendo el de Moscú-San Petersburgo) paran en esta estación. Es además una importante terminal de los trenes suburbanos que parten de Bologoye, San Petersburgo y Nóvgorod.